# Геращенко, Василий Иосифович

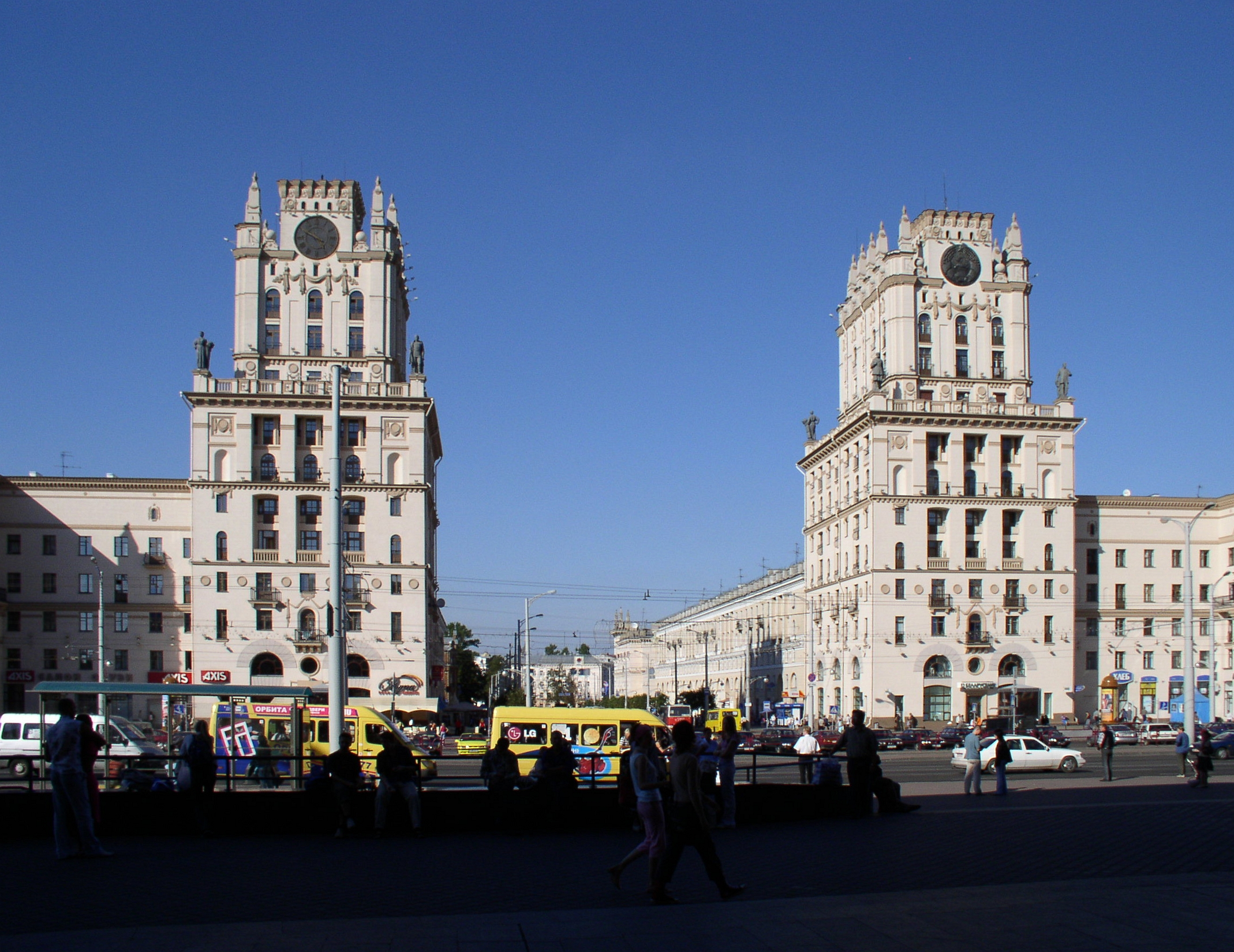
Ворота Минска на Привокзальной площади (арх. Б. Рубаненко, Л. Голубовский, А. Корабельников, Л. Усова, В. Геращенко; 1947—1956)

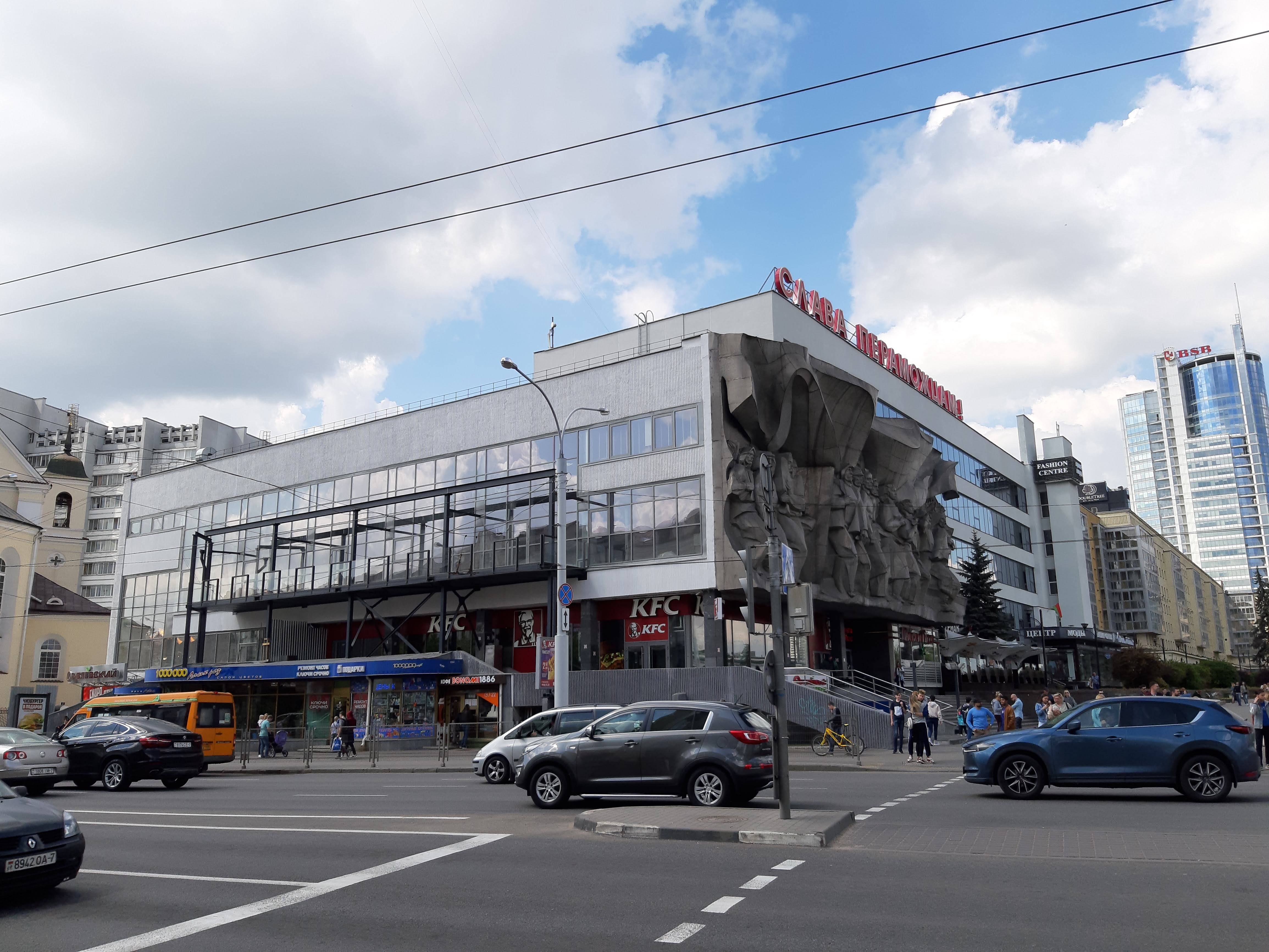
Дом моделей (Минск)

Геращенко Василий Иосифович (7 января 1912, Кривой Рог, Херсонская губерния — 17 декабря 1990, Минск) — советский архитектор. Член Союза архитекторов СССР (1960).

## Биография
Родился 7 января 1912 года в местечке Кривой Рог в большой крестьянской семье. Отец умер рано, после смерти отца Василий работал батраком, пас скот.
В 1929 году окончил семилетку, поступил в аграрное училище. Педагоги, увидев талант к рисованию, посоветовали перевестись в Харьковское художественное училище, которое он окончил в 1932 году.
После нескольких лет учёбы в мореходке и работе на харьковском заводе «Серп и молот» в 1939 году поступил на архитектурный факультет Харьковского института коммунального хозяйства. Получить диплом помешала начавшаяся война.
В Ташкенте, куда был эвакуирован Московский архитектурный институт, зачислен на архитектурный факультет. В эвакуации познакомился со своей будущей женой — Любовью Дмитриевной Усовой.
Осенью 1944 года студенты и преподаватели вернулись в Москву, где начались полноценные занятия. В апреле 1946 года защитил дипломную работу «Музей 800-летия Москвы», консультантом которой был академик И. В. Жолтовский.
Получил направление на работу в Минск, который был сильно разрушен в время войны. Работал районным архитектором, заместителем главного архитектора Минска, главным архитектором проектов, главой архитектурно-планировочной мастерской Минского горисполкома (ныне институт «Минскпроект») с небольшими перерывами до 1963 года. С 1946 года параллельно преподавал в Минском архитектурно-строительным техникуме, в который окончательно перешёл осенью 1963 года.
Умер 17 декабря 1990 года в Минске.

## Проекты
Основные работы:
- жилые дома Мотовелозавода по Могилёвскому шоссе (1953);
- жилые дома вагоноремонтного завода на Привокзальной площади (1952);
- учебный корпус, интернат архитектурно-строительного техникума по улице С. Бедули (1954);
- реконструкция клуба тонкосуконного комбината;
- Дом моделей на Парковой магистрали[2] (1963);
- кафе «Летнее» в парке имени М. Горького (1970)[2].

## Награды
- Дважды медали ВДНХ СССР.

## Семья
В браке с архитектором Любовью Усовой, двое сыновей, Сергей и Дмитрий, младшая дочь, также архитектор.